# Yasu
Yasu (野洲市?) è una città giapponese della prefettura di Shiga.

## Amministrazione

### Gemellaggi
- Clinton Charter Township, Michigan